# Monumento ad Alessandro Manzoni (Lecco)
Il monumento ad Alessandro Manzoni è una scultura bronzea collocata nell'omonima piazza di Lecco in Lombardia in memoria del grande scrittore milanese che ivi ambientò il romanzo, capolavoro della letteratura italiana, de I promessi sposi.

## Storia

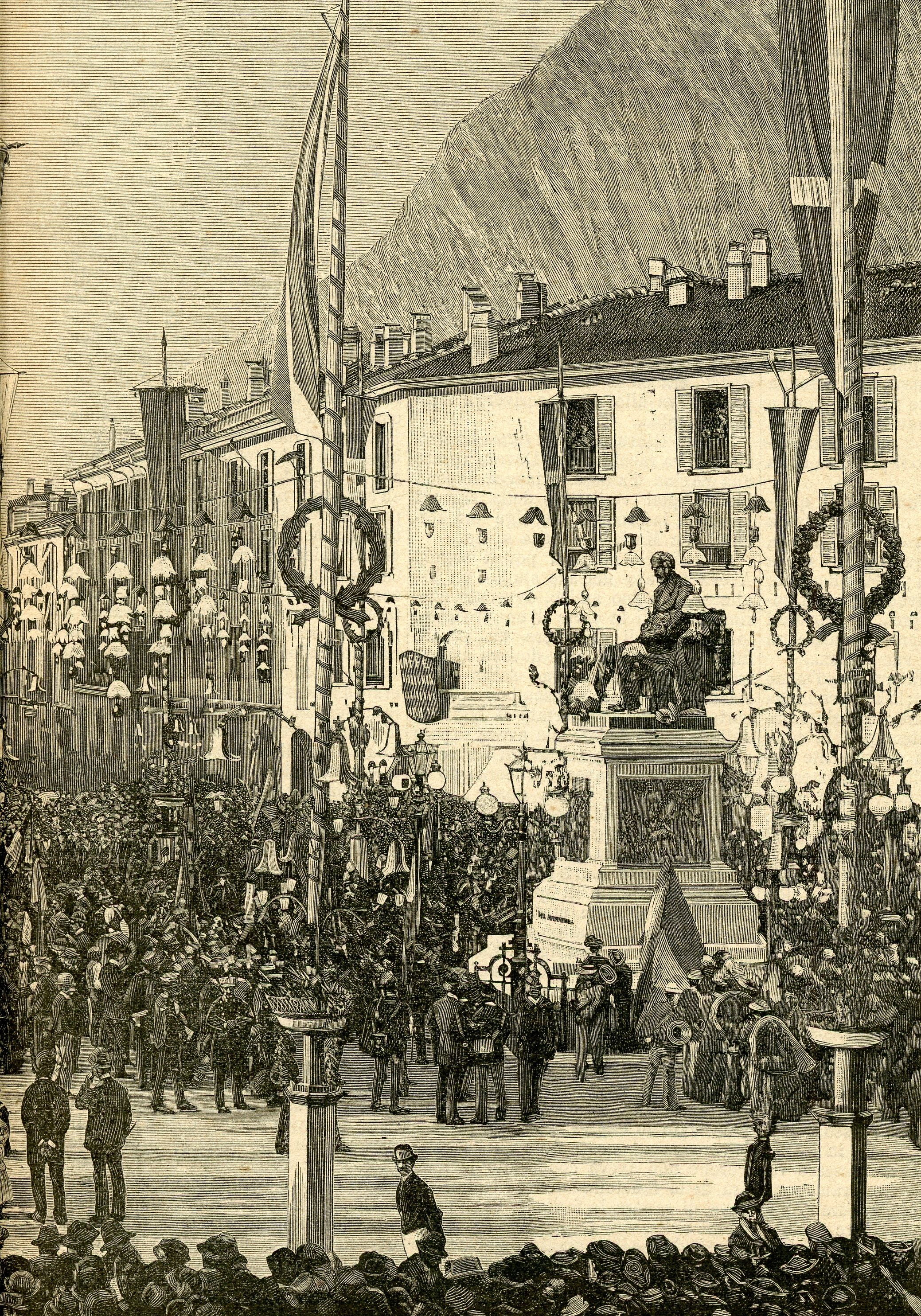
Inaugurazione del Monumento ad Alessandro Manzoni

Subito dopo la morte di Alessandro Manzoni, avvenuta il 22 maggio 1873, il consiglio comunale di Lecco si riunì in straordinaria (24 maggio) e decise di erigere un monumento nazionale allo scrittore "lecchese d'adozione" che tanto lustro aveva donato alla città.
Nel 1885, primo centenario dalla nascita del maestro, venne istituito il comitato per la realizzazione, presieduto dall'abate lecchese Antonio Stoppani, che raccolse donazioni per 40.000 lire. Al termine di un concorso, al quale parteciparono tredici artisti di nota fama dell'epoca, fu scelto il progetto dello scultore brianzolo Francesco Confalonieri alla cui realizzazione partecipò anche il compositore Giuseppe Verdi. L'idea di dedicare un vistoso ed orgoglioso monumento, artisticamente più complesso e decisamente più maestoso di quello di Milano, era il modo più incisivo e duraturo nel tempo per assicurare a Lecco una visibilità e centralità nella cultura italiana, assolutamente superiore al suo peso economico o amministrativo.
Il monumento venne inaugurato l'11 ottobre 1891 con un discorso del senatore Gaetano Negri alla cui celebrazione partecipò anche il poeta Giosuè Carducci, come ricorda una lapide posta sull'ex albergo Croce di Malta nella vicina Piazza Garibaldi dove pronunciò il famoso discorso di Lecco. L'abate Stoppani, che tanto aveva contribuito all'opera, non riuscì a partecipare all'inaugurazione poiché scomparse il 1 gennaio dello stesso anno.
Grazie al contributo di alcuni sponsor privati nel 2016, ad oltre cento anni dall'installazione, sono stati eseguiti i lavori di restauro conservativo, volti a riportare il monumento all'originale splendore, a cura del maestro Giacomo Luzzana che ne prese l'incarico successivamente alle analisi effettuate, per conto della Soprintendenza, l'anno precedente.

## Descrizione
La statua del Manzoni è posta su un massiccio basamento in granito rosa di Baveno alto 4,5 metri realizzato dallo scultore lecchese Giuseppe Fumagalli adornato da tre magnifici altorilievi bronzei, opere dello stesso Confalonieri, raffiguranti il Rapimento di Lucia, la morte di Don Rodrigo al Lazzaretto e, ai piedi del poeta, il Matrimonio dei Promessi. Essi rappresentano la sintesi dell'immortale romanzo: «la colpa, l'espiazione e l'innocenza trionfatrice». Sul lato posteriore sono riprodotti lo stemma del Regno d'Italia a sinistra e del comune Lecco a destra circondati da una corona d'alloro.
Il romanziere milanese è raffigurato seduto nel suo scanno in atto meditativo mentre guarda assorto quel lago che fu la radice del suo amore lombardo in una statua in bronzo alta 280 centimetri del peso di 18 quintali.

## Galleria d'immagini

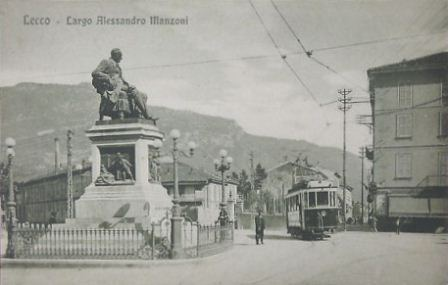
Il monumento con la Tranvia di Lecco
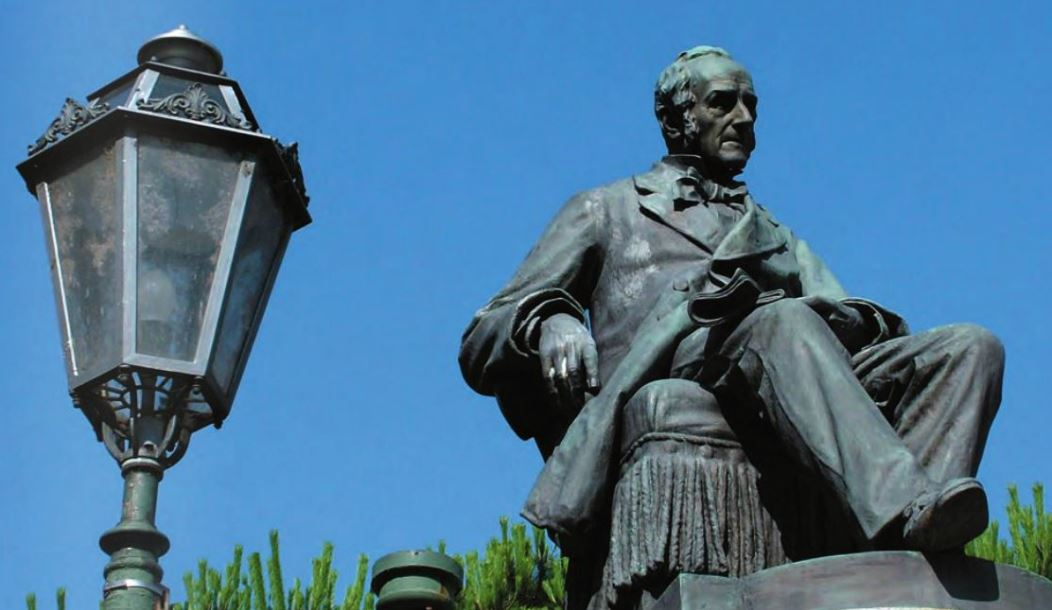
Particolare del romanziere